# Mu (Edolo)
Mù is een plaats (frazione) in de Italiaanse gemeente Edolo.